# Simon Breu
Simon Breu   (Simbach am Inn, 15 de gener de 1858 - Bad Brückenau, 9 d'agost de 1933) va ser compositor i professor de música alemany.

## Vida i treball
Simon Breu va néixer el 15 de gener de 1858 a Simbach am Inn, Baixa Baviera, el segon de cinc fills. Després d'haver assistit a l'escola primària, l'1 d'octubre de 1870, va sol·licitar al "govern reial de la Baixa Baviera" l'admissió amable a l'escola preparatòria reial a les esglésies parroquials. Aquests anys van servir de preparació per al seminari de professors a Straubing. Aquí també es van descobrir els seus talents musicals. Als 16 anys se li va permetre tocar el gran orgue a l'església de St. Jakobs a Straubing. Als 17 anys va deixar el seminari a Straubing com a jove professor i va aconseguir el seu primer treball com a professor ajudant a Hengersberg, a la Baixa Baviera. Va ser aquí on es van escriure les seves primeres cançons marianes. El jove ajudant de l'escola, a qui va ser nomenat poc després de passar l'examen, també va escriure danses reals bavareses. Aviat tota la zona va conèixer el professor de l'escola de música de Hengersberg.
Després del seu trasllat a "Neustadt an der Donau", va conèixer el pastor local i membre del parlament estatal, Josef Zach, que aviat va posar en contacte el jove Simon Breu amb el moviment cecilià (música eclesiàstica) originat a Ratisbona. Ara el seu camí musical estava traçat. Aquí es van escriure les seves primeres cançons del cor, que van ser adoptades i estrenades pel "Liedertafel Kelheim". El 1881 Simon Breu va ser cridat de nou a Straubing. Com a professor a les mancuernes del districte, es va anunciar un lloc de mestre principal i de familiar, però encara era massa jove per a això. En el seu lloc, se li va oferir el lloc de professor ordinari, que va acceptar després.
El 1885, Simon Breu es va traslladar a Würzburg, on va succeir al desaparegut Kapellmeister i director de la "Würzburg Singers 'Association", per la qual cosa el director de l'escola de música el va recomanar. El nadiu Simbacher va reconèixer ràpidament la capacitat del nadiu Simbacher després que Simon Breu havia iniciat un estudi exhaustiu a la "Royal Music School" de Würzburg. El 1889, el ja conegut músic va assumir la direcció musical de la "Academic Choral Society" (avui Associació Acadèmica-Musical a Würzburg). Durant aquest temps va escriure diverses de les seves millors composicions. "It's Sunday", escrit durant un descans de classe, es va convertir en una cançó dels cors masculins més cantats d'Alemanya. Durant aquest període també van caure prop d'una dotzena de cançons d'estudiants, ja que era professor, director i estudiant de música alhora.
El 1890, Simon Breu va conèixer Johannes Brahms i Richard Strauss a Bad Ischl, Àustria. La cantant de Wagner Marie Wilt va cantar algunes cançons de Simon Breu, acompanyat de Brahms al piano. L'hora decisiva per al ja conegut poeta sonor va arribar el 1894. L'escola de música de Würzburg, on havia estudiat durant molt de temps, el va nomenar professor de teoria i cant coral. Acabat el temps de professor sord i mut, Simon Breu va poder convertir el seu amor per la música en una professió. Va utilitzar les seves habilitats de manera tan intensa que, després d'haver elaborat un nou pla d'estudis per a la formació com a músic escolar i els seus mètodes d'ensenyament completament nous es van introduir aviat a totes les institucions d'ensenyament superior de Baviera, es va convertir en secretari del Ministeri d'Educació de Baviera per a l'educació musical, el 1912.
Va dedicar la seva obra creativa principalment a cors masculins. Es va convertir en cap de cor honorari dels cors més famosos. El "Llibre alemany de cançons per a joves per a institucions educatives superiors" editat per ell va servir de llibre d'ensenyament a les escoles durant dècades i quan el Kaiser Wilhelm II va iniciar la publicació d'un "Llibre de cant popular per a cors masculins", l'antic baix bavarès va tenir un paper fonamental. En total, el seu llegat musical inclou al voltant de 300 obres. Moltes de les seves cançons formen part de l'inalienable inventari del repertori de la societat coral i algunes d'elles s’han popularitzat tant que el compositor ha quedat completament oblidat.
Els honors i guardons de la gran Baixa Baviera van ser nombrosos. El 1906 es va convertir en professor i el 1924 en professor superior. Va rebre diversos premis del príncep regent Luitpold. La ciutat de Würzburg li va obsequiar amb la placa de bronze en el seu 75è aniversari el 1933. En la mateixa ocasió, el consell municipal de Simbach va aprofitar per convertir-lo en ciutadà honorari de la seva parròquia natal. Des de llavors, la casa on va néixer a Innstrasse té una placa commemorativa.
En contrast amb els seus èxits professionals, Simon Breu va haver de patir desgràcies en la seva vida privada. La seva estimada esposa Helene va morir el 1883 després de només un any de matrimoni, immediatament després de donar a llum un fill que també va morir. El compositor va patir molt aquest cop de destí. No es va tornar a casar. A partir de llavors, la seva germana Regina va dirigir la casa durant 33 anys.
Als 75 anys, Simon Breu va patir una lesió al peu en una cura a Bad Brückenau, que va provocar flebitis amb la següent embòlia. Simon Breu va morir tranquil i pacíficament el 9 d'agost de 1933. Avui els carrers que porten el nom de Simon Breu a la seva ciutat natal Simbach am Inn i als seus llocs de treball a Hengersberg, Würzburg i Münnerstadt a la Baixa Francònia recorden aquest músic extraordinari Baixa Baviera.